# Martin Vaculík (1973)
Martin Vaculík (* 9. května 1973 Zlín) je český psycholog a podnikatel. V psychologii se specializuje na oblast sociální psychologie, psychologie práce a metodu assessment centra. Působí na Fakultě sociálních studií Masarykovy univerzity, kde vyučuje a zastává funkci proděkana pro výzkum a doktorské studium.

## Život
V roce 1996 absolvoval na Filozofické fakultě Masarykovy univerzity v oboru psychologie se zaměřením na psychologii organizace a řízení. V roce 2000 úspěšně ukončil doktorské studium sociální psychologie na Katedře psychologie Fakulty sociálních studií Masarykovy univerzity. V roce 2010 se na Fakultě sociálnych a ekonomických vied Univerzity Komenského v Bratislavě habilitoval v oboru sociální psychologie a psychologie práce.
V letech 1995 - 2002 pracoval jako vědecký pracovník Psychologického ústavu Akademie věd ČR. Od roku 2000 působí na Fakultě sociálních studií Masarykovy univerzity jako vyučující Katedry psychologie. Vyučuje kurzy z oblasti psychologie práce a organizace a metodologii psychologického výzkumu. Od roku 2017 je na fakultě proděkanem pro výzkum a doktorské studium.
Mezi jeho výzkumné zájmy patří především psychologie leadershipu a aplikace metody assessment centra k různým účelům. Dále zkoumá např. faktory ovlivňující pracovní výkon, spojitosti pracovní spokojenosti a pracovního výkonu a také to, které dovednosti souvisí s efektivitou vedení. V roce 2006 založil společnost Duality s.r.o., která se zaměřuje na výběr a rozvoj zaměstnanců.
Vzorem v práci a podnikání jsou mu myšlenky Tomáše Bati. K jeho koníčkům patří běhání.

## Publikace

### Odborné knihy
- 2016: Encyklopedie psychologie práce II. (spoluautoři: J. Procházka, M. Leugnerová, M. Součková)
- 2015: Encyklopedie psychologie práce (spoluautoři: J. Procházka, M. Leugnerová, M. Součková)
- 2013: Psychologie efektivního leadershipu (spoluautoři: J. Procházka, P. Smutný)
- 2010: Assessment centrum: psychologie ve výběru a rozvoji lidí
- 1996: Lineární a nelineární rozhodování: experimentální srovnání

### Odborné články
- 2019: An integrated model of work engagement: How the satisfaction of basic psychological needs explains the relationship between personality and work engagement (spoluautoři: L. Vídenská, L. Kašpárková, J. Procházka)
- 2019: Imaginace jídla a jeho konzumace: čím více na to myslíme, tím méně toho sníme (spoluautoři: L. Michele, S. Liptáková, A. Ocásková, H. Hlobilová, T. Kašková, A. Přikrylová, J. Procházka)
- 2018: Why resilient workers perform better: The roles of job satisfaction and work engagement (spoluautoři: L. Kašpárková, J. Procházka, W. B. Schaufeli)
- 2018: The impact of pre-sleep arousal state and strategy to control unwanted thoughts on sleep quality (spoluautoři: K. Čapková, J. Ellis, M. Šipula)
- 2017: The relationship between transformational leadership and engagement: Self-efficacy as a mediator (spoluautoři: H. Gilová, J. Procházka)
- 2016: Do men conform more than women in the recognition and labeling of emotions? (spoluautoři: M. Leugnerová, S. Dočekalová, A. Hlavačková, V. Morháčová, K. Nešporová, S. Ježek)
- 2016: Kariérní kompetence a možnosti jejich využití v kariérovém poradenství v České republice (spoluautorka: K. Hašková)
- 2015: Leader’s warmth, transformational leadership and effectiveness (spoluautoři: J. Procházka, P. Smutný)
- 2014: Personality traits and workaholism (spoluautoři: M. Součková, J. Procházka)
- 2014: Vztah efektivity leadera, transakčního a transformačního leadershipu: Jak působí posilující efekt? (spoluautoři: J. Procházka, P. Smutný)
- 2011: The relationship between prosocial behavior and the expectation of pro social behavior (spoluautor: J. Procházka)
- 2009: Commitment in unmarried cohabitation (spoluautorka: V. Jedrzejczyková)
- 2008: Zhodnocení typů assessment center vzhledem k jejich účelu (spoluautorka: J. Čupová)
- 2007: Profesní zátěž a životní spokojenost profesionálních hasičů (spoluautorka: B. Nechvátalová)
- 2005: Vývoj partnerských vztahů vzniknuvších v prostředí internetu (spoluautor: T. Hudeček)
- 2001: Hráči počítačových her a jejich vztahy s rodiči a přáteli
- 1999: Elektronické hry a agrese